# Distretto di San Sai
San Sai (in thai สันทราย) è un distretto (amphoe) situato nella provincia di Chiang Mai, in Thailandia.

## Storia
Durante la stagione delle piogge, causate dai monsoni, i fiumi Ping e Khao trasportano dei cumuli abbondanti di sabbia e detriti nel punto d'incontro tra di essi, causando la formazione di dune di sabbia e detriti. Quest'area è la posizione dell'ufficio distrettuale di San Sai. Quando il governo thailandese creò il distretto nel 1897, gli diede il nome San Sai. "San" in thailandese significa "duna", e "sai" significa "sabbia".

## Geografia
I distretti confinanti sono il  Mae Taeng, Doi Saket, San Kamphaeng, Mueang Chiang Mai e Mae Rim.

## Amministrazione
Il distretto San Sai è diviso in 12 sotto-distretti (tambon), che sono a loro volta divisi in 116 villaggi (muban).
| n° | Nome                       | Villaggi | Abitanti |
| -- | -------------------------- | -------- | -------- |
| 1  | San Sai Luang (สันทรายหลวง) | 8        | 6.397    |
| 2  | San Sai Noi (สันทรายน้อย)    | 7        | 13.950   |
| 3  | San Phranet (สันพระเนตร)    | 7        | 5.965    |
| 4  | San Na Meng (สันนาเม็ง)      | 10       | 8.100    |
| 5  | San Pa Pao (สันป่าเปา)       | 6        | 3.934    |
| 6  | Nong Yaeng (หนองแหย่ง)      | 11       | 5.117    |
| 7  | Nong Chom (หนองจ๊อม)        | 9        | 13.657   |
| 8  | Nong Han (หนองหาร)         | 13       | 16.463   |
| 9  | Mae Faek (แม่แฝก)           | 12       | 9.619    |
| 10 | Mae Faek Mai (แม่แฝกใหม่)    | 12       | 7.575    |
| 11 | Mueang Len (เมืองเล็น)       | 5        | 2.535    |
| 12 | Pa Phai (ป่าไผ่)             | 16       | 12.489   |